# 단양 구인사 아미타회상도
단양 구인사 아미타회상도(丹陽 救仁寺 阿彌陀會上圖)는 충청북도 단양군 구인사에 있는 조선시대의 단양 구인사 아미타회상도이다. 2001년 7월 13일 충청북도의 유형문화재 제210호로 지정되었다.

## 개요
아미타불을 본존으로 한 아미타불후불탱화로서 극락구품도를 묘사하였다. 화면 가운데 본존불인 아미타불을 크게 그리고 그 주위로 많은 권속들이 둘러 싸고 있다. 아미타불은 연꽃대좌에 양어깨를 모두 감싼 옷을 입고 있으며, 오른손은 가슴 위로 올리고 왼손은 무릎위에 올려놓은 모습이다. 몸 주위로는 머리광배와 몸광배가 표현되었다. 본존의 양 무릎 아래쪽으로 정병을 들고 있는 관음보살과 연꽃가지를 들고 있는 세지보살이 그려져 있고, 본존의 양옆과 화면 위쪽에는 여러 보살과 승려, 팔부중의 모습이 있다. 화면의 네 귀퉁이에는 각기 지물을 들고 있는 사천왕상의 모습이 보이는데, 특히 사천왕의 장신구는 금박으로 장식하여 화려하다.
조선 정조 10년(1786)에 제작된 이 불화는 안정적인 구도와 주로 녹색과 붉은색을 사용한 아름다운 채색, 섬세한 선의 표현 등 미술사적 연구에 귀중한 자료이다.

## 참고 자료
- 단양 구인사 아미타회상도 - 국가유산청 국가유산포털